# アンデゼーノ
アンデゼーノ（伊: Andezeno）は、イタリア共和国ピエモンテ州トリノ県にある基礎自治体（コムーネ）。

## 地理

### 位置・広がり

#### 隣接コムーネ
隣接するコムーネは以下の通り。
- アリニャーノ
- キエーリ
- マレンティーノ
- モンタルド・トリネーゼ